# Sherman Bay
Die Sherman Bay ist eine Bucht an der Nordküste von Coronation Island im Archipel der Südlichen Orkneyinseln. Sie liegt zwischen dem Tickell Head und dem Conception Point.
Das UK Antarctic Place-Names Committee benannte sie 2017. Namensgeber ist der Geodät Robin Lewis Sherman, der von 1957 bis 1958 auf Signy Island tätig war.